# Saint-Léger-de-la-Martinière

Saint-Léger-de-la-Martinière este o comună în departamentul Deux-Sèvres, Franța. În 2009 avea o populație de 971 de locuitori.